# Kepler-422b
Kepler-422b es un planeta extrasolar que forma parte de un sistema planetario formado por al menos un planeta. Orbita la estrella denominada Kepler-422. Fue descubierto en el año 2014 por la sonda Kepler por medio de tránsito astronómico.